# Im Dunkel der Nacht (1930)
Im Dunkel der Nacht ist der deutsche Titel des französischen Stummfilmdramas Dans la nuit, das der Schauspieler Charles Vanel 1929 als seine erste Regiearbeit vorgelegt hat. Er spielte darin auch die Hauptrolle. Seine Partnerin war die in Sankt Petersburg geborene Tänzerin und Schauspielerin Sandra Milovanoff.
Im Dunkel der Nacht war einer der letzten in Frankreich produzierten Stummfilme.

## Handlung
Ein Arbeiter in einem Steinbruch, durch eine Dynamitexplosion im Gesicht entstellt, verbirgt dieses daraufhin hinter einer Maske. Seine Frau, die er gerade geheiratet hatte, entfremdet sich ihm durch die Verletzung und betrügt ihn mit einem anderen. Eines Nachts überrascht der Arbeiter seine Frau und ihren Liebhaber, der sich zum Spaß ebenfalls eine Maske übergestreift hatte. Es kommt zum Kampf, in dessen Verlauf einer der beiden Maskierten zu Tode kommt. Die Frau hilft dem Überlebenden bei der Beseitigung der Leiche, bis sie feststellt, dass sie sich in der Identität des Mannes getäuscht hat...

## Hintergrund
Die Dreharbeiten fanden im Sommer 1929 in einem Haus in Boyeux-Saint-Jérôme statt.
Produzent war Fernand Weill, die Produktion leitete George O'Messerly, das Bühnenbild schuf Armand Bonamy. Die Photographie besorgte Georges Asselin.
Der Film wurde am 31. Mai 1930 in Paris uraufgeführt.
Dans la nuit lief auch in Deutschland als „Im Dunkel der Nacht“, in Ungarn unter dem Titel Az éjszakában, und in Jugoslawien, wo er den serbischen Titel U noći bekam.
Der Film wurde 2002 in einer gemeinschaftlichen Anstrengung der Cinémathèque française und des Institut Lumière, das die Restaurierung besorgte, für die Nachwelt gerettet. Der Kulturkanal Arte strahlte den Film in restaurierter Fassung mit deutschen Untertiteln am Freitag, den 26. Mai 2006 um 00h25 im deutschen Fernsehen aus.
Der 1953 in Lyon geborene Jazzmusiker Louis Sclavis komponierte 2002 auf Anregung von Bertrand Tavernier, der in dem Film ein zu Unrecht übersehenes Meisterwerk sah und sich für dessen Wiederaufführung einsetzte, eine neue Begleitmusik zu DANS LA NUIT, welche auch auf CD erschienen ist.

## Rezeption
DANS LA NUIT ist „ein menschliches Drama, überzeugend und teilweise grausam“, und war „seiner Zeit um Jahre voraus“.
Marcel Carné schrieb über den Film: "Images dures, simples et belles, mises au service d'une histoire terrible, douloureuse, parfois brutale, mais dont la puissance fut rarement surpassée dans tout le cinéma français."
Der herausragende Film war die erste Regiearbeit des Schauspielers Charles Vanel (1892–1989), der auch die Hauptrolle spielte. Er hatte zuvor in 183 Filmen als Darsteller mitgewirkt, ehe er zum ersten Mal Regie führte. Vanel trat bis ins hohe Alter auf; seine letzte Rolle spielte er 1988 mit 96 Jahren in Jean-Pierre Mockys Filmdrama "The Seasons of Pleasure".
DANS LA NUIT wurde 1929, an der Schwelle zur Tonfilmzeit, gedreht und im Mai 1930 in Paris uraufgeführt. Er wurde kein Erfolg. Zuschauer wie Kritiker nahmen ihn, abgelenkt von der Novität des sprechenden Films, einfach nicht mehr wahr. Auf Druck der Zensur wurde dem Film daraufhin ein beschämendes Happy End angehängt, welches das schreckliche Geschehen als bloßen Traum hinstellt. Von dem Misserfolg enttäuscht gab Vanel das Regiehandwerk auf. Er machte nur noch einen Kurzfilm: L'affaire classée (1932), der 1935 unter dem Titel „Le Coup de minuit“ erneut aufgeführt wurde.
DANS LA NUIT weist eine virtuose Kameraarbeit auf. Seine Bildsprache mit Augenblicken halluzinatorischer Desorientierung, mit vergänglichen Lichteffekten und der Darstellung überhitzter Gefühle, die schroff zu wirklichkeitsnahen Schauplätzen und naturalistischen Bildern aus der Arbeitswelt kontrastieren, stand unter dem Einfluss der Impressionisten.
DANS LA NUIT kommt mit nur wenigen Zwischentiteln aus. Vanel zog es vor, sie über die Handlung zu blenden statt diese durch title cards zu unterbrechen.